# دانشگاه دولتی تجارت تاجیکستان
دانشگاه دولتی تجارت تاجیکستان (به فارسی تاجیکی:Донишгоҳи давлатии тиҷорати Тоҷикистон) یکی از مؤسسات آموزش عالی جمهوری تاجیکستان است. در ۲۴ ژوئن ۱۹۸۷ میلادی در پی تصمیم شورای وزیران به عنوان بنیادی آموزشی و طرف مشورت انستیتوی تعاونی سمرقند تشکیل گردید. این دانشگاه شاخه‌ای از انستیتوی تجارت تعاونی نووسیبریسک شوروی بود. ۱۲ رشته در این دانشگاه تدریس می‌گردد. در سال ۲۰۰۷ حدود ۱۷۰ استاد و ۶ هزار دانشجو داشته است. در سال ۲۰۰۱ شاخه‌ای از این دانشگاه در شهر خجند پایه‌گذاری شد.

## ساختار دانشگاه
این دانشگاه دارای ۵ دانشکده و گروه است که عبارت اند از:
- دانشکدهٔ اقتصاد و مدیریت
- دانشکدهٔ تجارت و گمرک
- دانشکدهٔ اقتصاد جهانی و حقوق
- دانشکدهٔ بانکداری
- گروه روزنامه‌نگاری

در سال ۲۰۱۰، مجموعهٔ آموزشی خجند به انستیتوی اقتصاد و بازرگانی ارتقا یافت.